# Seznam kulturních památek v Králíkách
Tento seznam nemovitých kulturních památek ve městě Králíky v okrese Ústí nad Orlicí vychází z  Ústředního seznamu kulturních památek ČR, který na základě zákona č. 20/1987 Sb., o státní památkové péči, vede Národní památkový ústav jako ústřední organizace státní památkové péče. Údaje jsou průběžně upřesňovány, přesto mohou obsahovat i řadu věcných a formálních chyb a nepřesností či být neaktuální. 
Pokud byly některé části dotčeného území vyčleněny do samostatných seznamů, měly by být odkazy na tyto dílčí seznamy uvedeny v úvodu tohoto seznamu nebo v úvodu příslušné sekce seznamu.

## Králíky
|  | Kategorie „Kašna se sochou přadleny (Králíky) “ na Wikimedia Commons | Hledat fotografie a kategorie ve Wikimedia Commons podle rejstříkového čísla památky | Nahrát snímek k tomuto tématu do úložiště Wikimedia Commons |  |

|  | Kategorie „Church of Saint Michael (Králíky) “ na Wikimedia Commons | Hledat fotografie a kategorie ve Wikimedia Commons podle rejstříkového čísla památky | Nahrát snímek k tomuto tématu do úložiště Wikimedia Commons |  |

|  | Kategorie „Statue of John of Nepomuk in Králíky “ na Wikimedia Commons | Hledat fotografie a kategorie ve Wikimedia Commons podle rejstříkového čísla památky | Nahrát snímek k tomuto tématu do úložiště Wikimedia Commons |  |

|  | Kategorie „Rectory in Králíky “ na Wikimedia Commons | Hledat fotografie a kategorie ve Wikimedia Commons podle rejstříkového čísla památky | Nahrát snímek k tomuto tématu do úložiště Wikimedia Commons |  |

|  | Kategorie „Velké náměstí čp. 3 (Králíky) “ na Wikimedia Commons | Hledat fotografie a kategorie ve Wikimedia Commons podle rejstříkového čísla památky | Nahrát snímek k tomuto tématu do úložiště Wikimedia Commons |  |

|  | Kategorie „Velké náměstí čp. 5 (Králíky) “ na Wikimedia Commons | Hledat fotografie a kategorie ve Wikimedia Commons podle rejstříkového čísla památky | Nahrát snímek k tomuto tématu do úložiště Wikimedia Commons |  |

|  | Kategorie „Velké náměstí čp. 274 (Králíky) “ na Wikimedia Commons | Hledat fotografie a kategorie ve Wikimedia Commons podle rejstříkového čísla památky | Nahrát snímek k tomuto tématu do úložiště Wikimedia Commons |  |

|  | Kategorie „Velké náměstí čp. 275 (Králíky) “ na Wikimedia Commons | Hledat fotografie a kategorie ve Wikimedia Commons podle rejstříkového čísla památky | Nahrát snímek k tomuto tématu do úložiště Wikimedia Commons |  |

|  | Kategorie „Velké náměstí čp. 276 (Králíky) “ na Wikimedia Commons | Hledat fotografie a kategorie ve Wikimedia Commons podle rejstříkového čísla památky | Nahrát snímek k tomuto tématu do úložiště Wikimedia Commons |  |

|  | Kategorie „Hotel Zlatá labuť (Králíky) “ na Wikimedia Commons | Hledat fotografie a kategorie ve Wikimedia Commons podle rejstříkového čísla památky | Nahrát snímek k tomuto tématu do úložiště Wikimedia Commons |  |

|  | Kategorie „Valdštejnova čp. 359 (Králíky) “ na Wikimedia Commons | Hledat fotografie a kategorie ve Wikimedia Commons podle rejstříkového čísla památky | Nahrát snímek k tomuto tématu do úložiště Wikimedia Commons |  |

|  | Kategorie „Dům U Trojice (Králíky) “ na Wikimedia Commons | Hledat fotografie a kategorie ve Wikimedia Commons podle rejstříkového čísla památky | Nahrát snímek k tomuto tématu do úložiště Wikimedia Commons |  |

|  | Kategorie „Spořitelna (Králíky) “ na Wikimedia Commons | Hledat fotografie a kategorie ve Wikimedia Commons podle rejstříkového čísla památky | Nahrát snímek k tomuto tématu do úložiště Wikimedia Commons |  |

|  | Kategorie „Town hall in Králíky “ na Wikimedia Commons | Hledat fotografie a kategorie ve Wikimedia Commons podle rejstříkového čísla památky | Nahrát snímek k tomuto tématu do úložiště Wikimedia Commons |  |

|  |  | Hledat fotografie a kategorie ve Wikimedia Commons podle rejstříkového čísla památky | Nahrát snímek k tomuto tématu do úložiště Wikimedia Commons |  |

|  | Kategorie „Maria column in Králíky “ na Wikimedia Commons | Hledat fotografie a kategorie ve Wikimedia Commons podle rejstříkového čísla památky | Nahrát snímek k tomuto tématu do úložiště Wikimedia Commons |  |

|  |  | Hledat fotografie a kategorie ve Wikimedia Commons podle rejstříkového čísla památky | Nahrát snímek k tomuto tématu do úložiště Wikimedia Commons |  |

|  | Kategorie „Bridge of Jana Opletala street in Králíky “ na Wikimedia Commons | Hledat fotografie a kategorie ve Wikimedia Commons podle rejstříkového čísla památky | Nahrát snímek k tomuto tématu do úložiště Wikimedia Commons |  |

|  | Kategorie „Statue of Saint Florian in Králíky “ na Wikimedia Commons | Hledat fotografie a kategorie ve Wikimedia Commons podle rejstříkového čísla památky | Nahrát snímek k tomuto tématu do úložiště Wikimedia Commons |  |

|  | Kategorie „Žlutá škola (Králíky) “ na Wikimedia Commons | Hledat fotografie a kategorie ve Wikimedia Commons podle rejstříkového čísla památky | Nahrát snímek k tomuto tématu do úložiště Wikimedia Commons |  |

|  |  | Hledat fotografie a kategorie ve Wikimedia Commons podle rejstříkového čísla památky | Nahrát snímek k tomuto tématu do úložiště Wikimedia Commons |  |

|  | Kategorie „Cemetery in Králíky “ na Wikimedia Commons | Hledat fotografie a kategorie ve Wikimedia Commons podle rejstříkového čísla památky | Nahrát snímek k tomuto tématu do úložiště Wikimedia Commons |  |

|  | Kategorie „Schwarzerův kříž (Králíky) “ na Wikimedia Commons | Hledat fotografie a kategorie ve Wikimedia Commons podle rejstříkového čísla památky | Nahrát snímek k tomuto tématu do úložiště Wikimedia Commons |  |

## Dolní Hedeč
| Památka                                                               | Fotografie                                        | Rejstříkové číslo v ÚSKP                                                             | Sídelní útvar                                               | Poloha                                                                   | Popis a poznámky |
| --------------------------------------------------------------------- | ------------------------------------------------- | ------------------------------------------------------------------------------------ | ----------------------------------------------------------- | ------------------------------------------------------------------------ | --- |
| Klášter servitů s poutním chrámem Nanebevzetí Panny Marie (Q30235213) | \| \| \| \| \| \|                                 | 32737/6-3942 Pam. katalog MIS                                                        | Dolní Hedeč                                                 | Dolní Hedeč 1, vrchol Hory Matky Boží 50°4′29,58″ s. š., 16°46′55″ v. d. | Klášter servitů s poutním chrámem Nanebevzetí Panny Marie, barokní areál s vazbou na město,dominanta krajiny. Historický význam moderní doby: místo internace duchovních a řeholníků za komunistické totality. - kostel Nanebevzetí Panny Marie, Dolní Hedeč st. 144. Raně barokní klášterní kostel z let 1696–1700, v podobě trojlodní baziliky s dvojvěžovým průčelím, v interiéru upravený po požáru kolem roku 1850. Z barokní výmalby z doby kolem roku 1750 zachována freska v kapli po boku presbytáře. - konvent čp. 1, Dolní Hedeč st. 143. Klášterní konvent, vybudovaný v letech 1701–1710 kolem poutního kostela na Hoře Matky Boží původně pro řád servitů, později redemptoristů. V interiéru zachována nástropní malba s pohledem na klášter, s erby a vročením 1794. - kaple Svatých schodů, Dolní Hedeč st. 143. Vystavěna roku 1710 po vzoru lateránské Santa scaly. V interiéru byl k obložení použit mramor dovezený z italské Carrary. - klášterní ambity, Dolní Hedeč st. 143. Vrcholně barokní klášterní ambity z roku 1704, v podobě krytých chodeb, vymezující čtyřboký dvůr před poutním kostelem na Hoře Matky Boží. Proti průčelí kostela jsou akcentovány branou se štítovým průčelím, zdobeným štukovou kartuší s latinským nápisem. - schodiště se vstupní branou a kaplemi, Dolní Hedeč st. 143. Vrcholně barokní architektura přístupového schodiště, osově komponovaného z aleje od města na kulisovou architekturu vstupní brány. Spodní stranu flankují dvě shodné polygonální barokní kaple Ukřižování a Oplakávání z roku 1706. - pilíř s oboustranným reliéfem, Králíky pp. 648. Pískovcový světecký pilíř s vyvrcholením v neobvyklé podobě oboustranného reliéfu (Nejsvětější Trojice korunující Pannu Marii, Apoteóza Panny Marie) představuje hodnotný příklad klasicistní sochařsko-kamenické produkce na Kralicku z dílny kladského sochaře K. Klahra z Landecku z roku 1813. - vstupní brána do aleje, Králíky pp. 2107/2. Barokní kulisová brána z 1. třetiny 18. století, komponovaná na osu aleje vedoucí na Horu Matky Boží. Architekturu doplňuje autorsky neurčená figurální sochařská výzdoba znázorňující postavy Mojžíše, Davida, sv. Jana Křtitele a sv. Lukáše Evangelisty. - barokní pašijové kaple v aleji podél Svaté cesty k poutnímu klášteru na Hoře Matky Boží, centrálního polygonálního půdorysu se zvonovitou střechou z roku 1706, původně s dřevěnými polychromovanými vrcholně barokními sousošími z doby kolem roku 1730. - 1. kaple, Králíky pp. 2107/2, Kristus na Hoře Olivetské - 2. kaple, Králíky pp. 2107/2, Kristus odváděný biřici - 3. kaple, Králíky pp. 3734, Kristus bičovaný - 4. kaple, Králíky pp. 3735, Kristus trním korunovaný - 5. kaple, Králíky pp. 3736, Kristus potkává Veroniku - 6. kaple, Králíky pp. 3737, Kristus zbavovaný šatů Památkově chráněno od 8. května 1964. |
|                                                                       | Kategorie „Hora Matky Boží “ na Wikimedia Commons | Hledat fotografie a kategorie ve Wikimedia Commons podle rejstříkového čísla památky | Nahrát snímek k tomuto tématu do úložiště Wikimedia Commons |                                                                          | |

## Dolní Boříkovice
|  | Kategorie „Church of the Exaltation of the Holy Cross (Dolní Boříkovice) “ na Wikimedia Commons | Hledat fotografie a kategorie ve Wikimedia Commons podle rejstříkového čísla památky | Nahrát snímek k tomuto tématu do úložiště Wikimedia Commons |  |

|  |  | Hledat fotografie a kategorie ve Wikimedia Commons podle rejstříkového čísla památky | Nahrát snímek k tomuto tématu do úložiště Wikimedia Commons |  |

|  | Kategorie „Sloup se sousoším Nejsvětější Trojice (Dolní Boříkovice) “ na Wikimedia Commons | Hledat fotografie a kategorie ve Wikimedia Commons podle rejstříkového čísla památky | Nahrát snímek k tomuto tématu do úložiště Wikimedia Commons |  |

|  |  | Hledat fotografie a kategorie ve Wikimedia Commons podle rejstříkového čísla památky | Nahrát snímek k tomuto tématu do úložiště Wikimedia Commons |  |

|  | Kategorie „Bouda (fortress) “ na Wikimedia Commons | Hledat fotografie a kategorie ve Wikimedia Commons podle rejstříkového čísla památky | Nahrát snímek k tomuto tématu do úložiště Wikimedia Commons |  |

## Prostřední Lipka
| Památka                                              | Fotografie                                                                               | Rejstříkové číslo v ÚSKP                                                             | Sídelní útvar                                               | Poloha                                                                      | Popis a poznámky |
| ---------------------------------------------------- | ---------------------------------------------------------------------------------------- | ------------------------------------------------------------------------------------ | ----------------------------------------------------------- | --------------------------------------------------------------------------- | --- |
| Kostel Neposkvrněného Početí Panny Marie (Q28193215) | \| \| \| \| \| \|                                                                        | 21181/6-4047 Pam. katalog MIS                                                        | Prostřední Lipka                                            | severozápadně nad vsí, st. 40, pp. 760 50°6′6,04″ s. š., 16°45′18,31″ v. d. | Kostel Neposkvrněného Početí P. Marie - kostel, st. 40. Venkovský jednolodní barokní kostel z roku 1688, upravovaný v 18. a 19. století, s věží z roku 1878. - sousoší Kalvárie, pp. 760. Pozdně barokní kamenné sousoší z roku 1794, dílo anonymní regionální dílny. Památkově chráněno od 12. května 1964. |
|                                                      | Kategorie „Church of the Immaculate Conception (Prostřední Lipka) “ na Wikimedia Commons | Hledat fotografie a kategorie ve Wikimedia Commons podle rejstříkového čísla památky | Nahrát snímek k tomuto tématu do úložiště Wikimedia Commons |                                                                             | |

## Červený Potok
| Památka                                   | Fotografie                                                                             | Rejstříkové číslo v ÚSKP                                                             | Sídelní útvar                                               | Poloha                                                            | Popis a poznámky |
| ----------------------------------------- | -------------------------------------------------------------------------------------- | ------------------------------------------------------------------------------------ | ----------------------------------------------------------- | ----------------------------------------------------------------- | --- |
| Kostel Navštívení Panny Marie (Q28193110) | \| \| \| \| \| \|                                                                      | 34795/6-3958 Pam. katalog MIS                                                        | Červený Potok                                               | střed obce, při silnici, st. 1 50°6′5,16″ s. š., 16°48′3,3″ v. d. | Kostel Navštívení Panny Marie, krucifix. Původně renesanční venkovský kostel, současný se založením osady po roce 1568, barokně přestavěný po požáru v roce 1787. Krov presbytáře kolem roku 1700. Před jižním průčelím u silnice pozdně klasicistní kamenný krucifix na podstavci s reliéfem modlícího se Krista, zdobený po bocích podstavce soškami andílků. Památkově chráněno od 8. května 1964. |
|                                           | Kategorie „Church of the Visitation of Our Lady (Červený Potok) “ na Wikimedia Commons | Hledat fotografie a kategorie ve Wikimedia Commons podle rejstříkového čísla památky | Nahrát snímek k tomuto tématu do úložiště Wikimedia Commons |                                                                   | |